# Gods of Metal
Il Gods of Metal è un festival musicale heavy metal organizzato in Italia dal 1997 fino al 2016 e poi nel 2023 sotto il nome di The Return of the Gods Festival.

## Edizioni
I gruppi sono ordinati sulla base effettiva delle esibizioni a prescindere da ogni informazione divulgata prima dell'inizio del concerto.

### Edizione 1997 (Palavobis, Milano)
| Sabato 7 giugno                                                 |
| --------------------------------------------------------------- |
| Manowar Angra Moonspell Rage Grave Digger Time Machine Eldritch |

### Edizione 1998 (Forum Open Air Arena, Milano)
| Sabato 6 giugno                                                                                                  |
| --- |
| Black Sabbath Pantera Stratovarius Helloween Gamma Ray Blind Guardian Death SS Iced Earth Coal Chamber Labyrinth |

### Edizione 1999 (Forum Open Air Arena, Milano)
| Sabato 5 giugno | Domenica 6 giugno                                                                                                |
| --- | --- |
| Metallica Stratovarius Death (annullato) Mercyful Fate Biohazard Overkill Monster Magnet Space Age Playboys Lacuna Coil Cappanera | Manowar Motörhead Angra HammerFall Iron Savior Labyrinth Nevermore Time Machine Skyclad Avalon Headstone Epitaph |

Note: I W.A.S.P., nonostante fossero stati confermati nel bill, non si presentarono sul palco.

### Edizione 2000 (Stadio Brianteo, Monza)
| Sabato 10 giugno                                                                                                | Domenica 11 giugno                                                                                                   |
| --- | --- |
| Iron Maiden Demons and Wizards Dark Tranquillity Sentenced Edguy Domine Dirty Deeds Khali Theatres des Vampires | Slayer Slipknot Methods of Mayhem Testament In Flames The Kovenant Death SS Necrodeath Magazzini della Comunicazione |

### Edizione 2001 (Palavobis, Milano)
| Sabato 9 giugno |
| --- |
| Judas Priest Megadeth Savatage Motörhead Gamma Ray Cradle of Filth Rhapsody W.A.S.P. Nevermore Kamelot Wine Spirit Eldritch Benediction Beholder Sungift Secret Sphere Centvrion Sigma |

### Edizione 2002 (Stadio Brianteo, Monza)
| Sabato 8 giugno                                                                                                | Domenica 9 giugno                                                                                    |
| --- | --- |
| Slayer Rammstein (annullato) Halford Kreator Sodom My Dying Bride SOiL Ill Niño Anti-Product Mushroomhead Node | Manowar Blind Guardian Running Wild Symphony X Virgin Steele Domine Doro Metalium Blaze Time Machine |

### Edizione 2003 (Palavobis, Milano)
| Domenica 8 giugno |
| --- |
| Whitesnake Queensrÿche Motörhead Saxon Destruction Grave Digger Angra Pain of Salvation Vision Divine Thoten Mantra DGM Madhouse |

Note: A quest'edizione avrebbero dovuto presenziare anche U.D.O., Children Of Bodom e Carpathian Forest.
Il festival si è svolto in due giornate, quella di sabato 7 giugno era denominata 'A Day at the Border'.
I concerti erano in un primo tempo previsti allo Stadio Brianteo di Monza; vennero dirottati a Milano quando il comune, a pochi giorni dall'evento, revocó senza spiegazioni l'utilizzo dello stadio. 
Gli spettacoli si svolsero in condizioni particolarmente difficili, considerato anche il caldo molto intenso che rendeva complicato assistervi (il palco era montato all'interno), inoltre vi furono molteplici problemi tecnici, tanto che il fortissimo ritardo accumulato indusse l'organizzazione a ridurre a soli venti minuti l'esibizione dei Queensryche anche per evitare la minaccia di David Coverdale di non esibirsi.
Nei giorni a seguire l'organizzazione rilasció un comunicato dove scaricava la responsabilità di tutto sul Comune di Monza. Dal canto proprio l'amministrazione, per bocca del sindaco, rispedì le accuse al mittente.

### Edizione 2004 (Arena Parco Nord, Bologna)
| Sabato 5 giugno | Domenica 6 giugno                                                                                                   |
| --- | --- |
| Judas Priest Stratovarius (annullato) UFO (annullato) Nevermore Symphony X Anathema Rage Domine Into Eternity Dark Lunacy | Alice Cooper Testament Motörhead Twisted Sister W.A.S.P. Stratovarius Quireboys Sodom Naglfar Stormlord Dragonforce |

### Edizione 2005 (Arena Parco Nord, Bologna)
| Sabato 11 giugno                                                                                   | Domenica 12 giugno                                                                                 |
| -------------------------------------------------------------------------------------------------- | -------------------------------------------------------------------------------------------------- |
| Iron Maiden Slayer Lacuna Coil Obituary Strapping Young Lad DragonForce Mastodon Mudvayne Evergrey | Mötley Crüe Megadeth Anthrax Accept Yngwie Malmsteen Black Label Society Hammerfall Extrema Exilia |

### Edizione 2006 (Idroscalo, Milano)
| Giovedì 1º giugno                                                                                        | Venerdì 2 giugno | Sabato 3 giugno                                                                                                | Domenica 4 giugno |
| --- | --- | --- | --- |
| Venom Dimmu Borgir (annullato) Opeth Down Testament Nevermore Satyricon Sodom Caliban Amorphis Cappanera | Strana Officina Fire Trails Extrema Vision Divine Necrodeath Domine Novembre Stormlord Infernal Poetry White Skull Mellowtoy Boom Perfect Picture | Whitesnake Def Leppard Motörhead Helloween Stratovarius Gamma Ray Angra Edguy Sonata Arctica Crucified Barbara | Guns N' Roses Korn Deftones Alice in Chains Stone Sour Soulfly Bloodsimple DragonForce Hellfueled Benedictum 10 Years |

I Dimmu Borgir si sarebbero dovuti esibire come co-headliner con i Venom, tuttavia a causa di motivi di salute questo non è stato possibile.

### Edizione 2007 (Idroscalo, Milano)
| Sabato 2 giugno                                                                                   | Domenica 3 giugno                                                                                            | Sabato 30 giugno                                                                                                 |
| ------------------------------------------------------------------------------------------------- | --- | --- |
| Mötley Crüe Velvet Revolver Scorpions Thin Lizzy White Lion Tigertailz Glyder Eldritch PlanetHard | Heaven & Hell Dream Theater Blind Guardian Dimmu Borgir Dark Tranquillity Symphony X Anathema DGM Sinestesia | Ozzy Osbourne Korn Megadeth Black Label Society Type O Negative Sadist Deathstars Slowmotion Apocalypse Outsider |

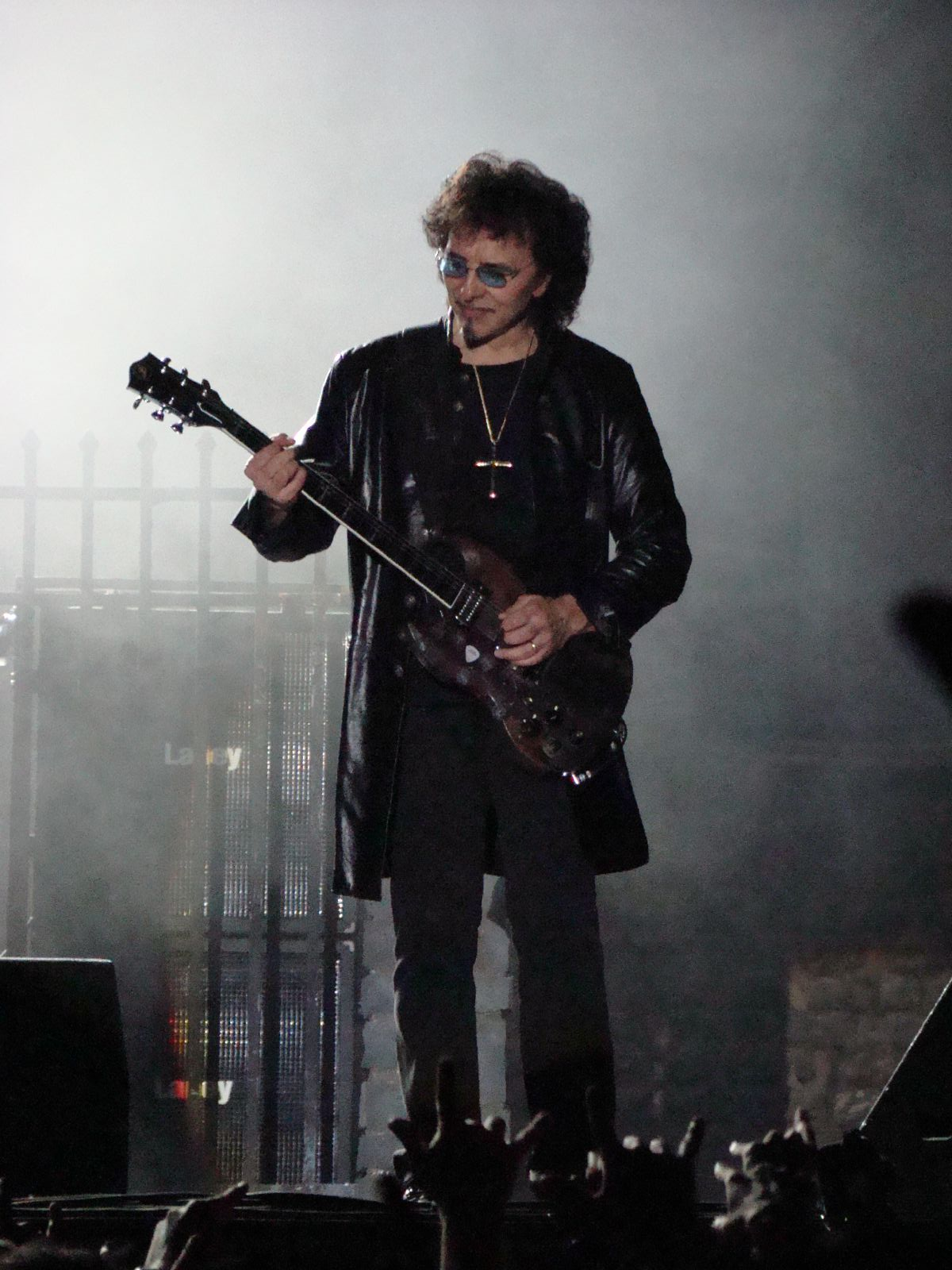
Tony Iommi degli Heaven & Hell al Gods of Metal 2007

Nell'edizione 2007 è stato allestito anche un secondo palco su cui si sono esibiti le band scelte dal pubblico attraverso un concorso su MySpace.
Gli Anathema furono chiamati a sostituire i Porcupine Tree, una delle prime band confermate di quest'edizione.

### Edizione 2008 (Arena Parco Nord, Bologna)

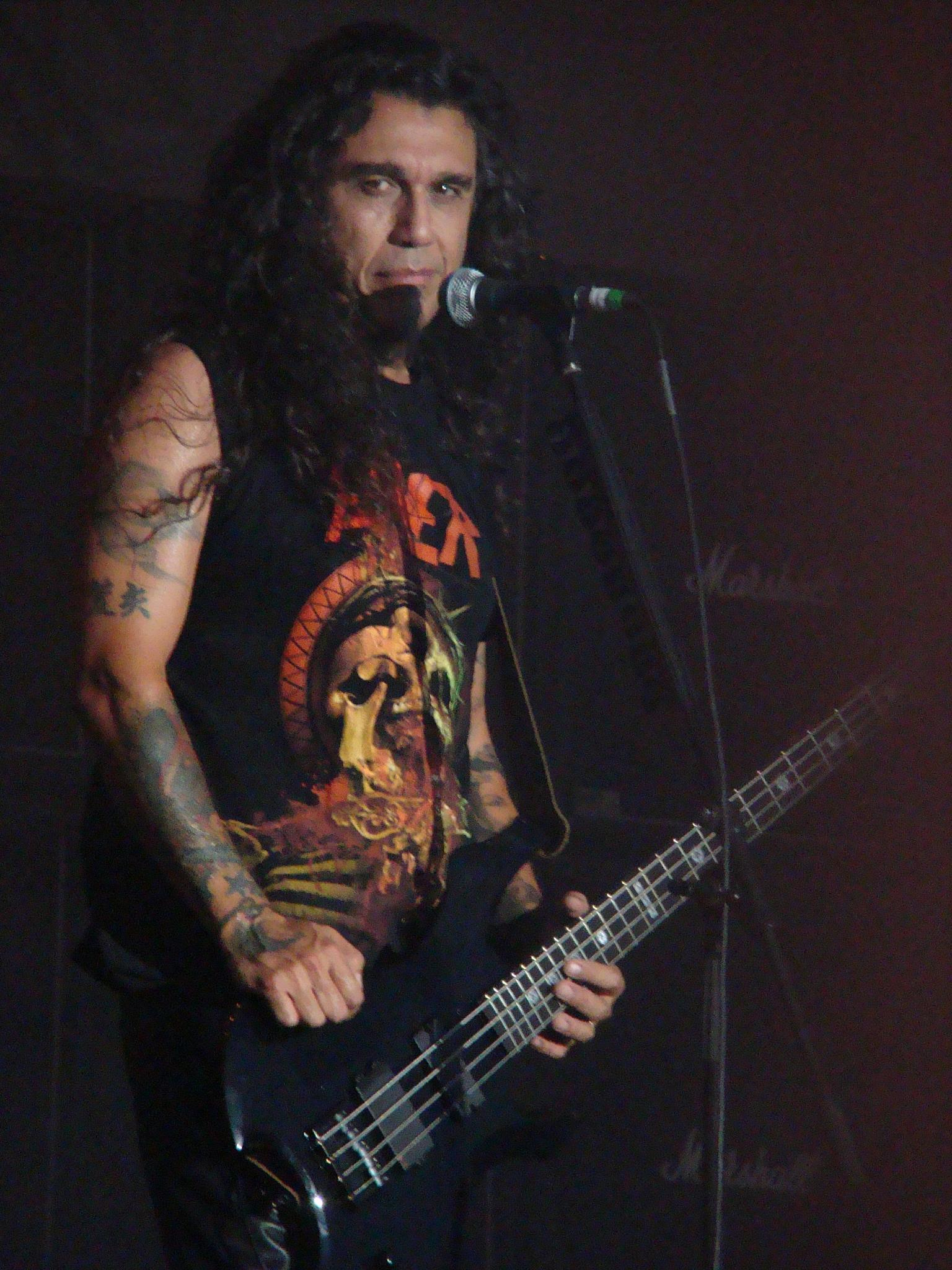
Tom Araya dei Slayer al Gods of Metal 2008

| Venerdì 27 giugno                                                                                  | Sabato 28 giugno | Domenica 29 giugno |
| -------------------------------------------------------------------------------------------------- | --- | --- |
| Iron Maiden Avenged Sevenfold Rose Tattoo Apocalyptica Airbourne Lauren Harris Black Tide Kingcrow | Slayer Carcass Meshuggah Testament At the Gates The Dillinger Escape Plan Between the Buried and Me Stormlord Brain Dead Oltrezona | Judas Priest Iced Earth Yngwie Malmsteen Morbid Angel Obituary Enslaved Fratello Metallo Infernal Poetry Nightmare The Sorrow |

### Edizione 2009 (Stadio Brianteo, Monza)

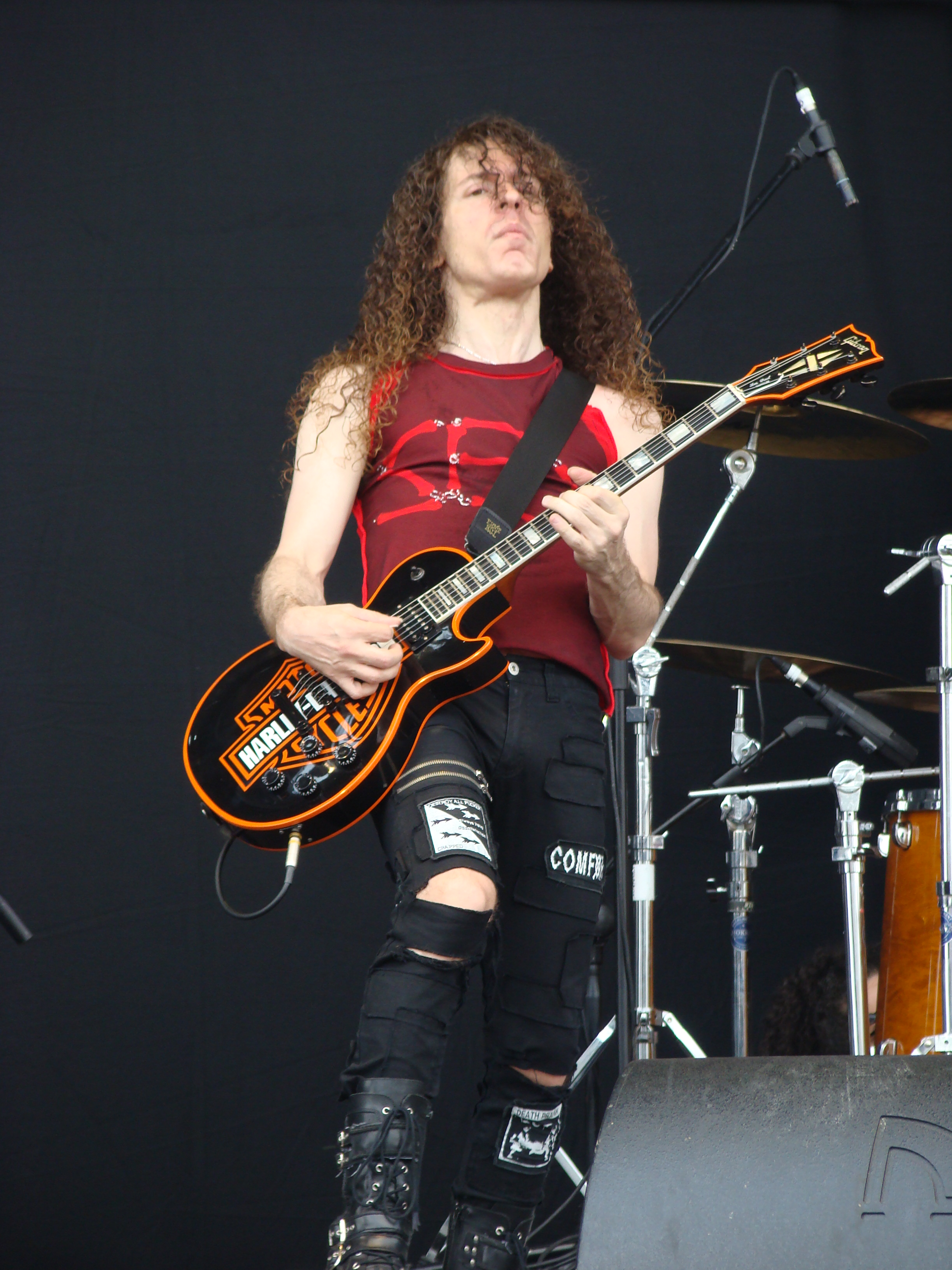
Marty Friedman al Gods of Metal 2009

| Sabato 27 giugno                                     | Sabato 27 giugno                                                                    | Domenica 28 giugno                                                                         | Domenica 28 giugno                                   |
| L Stage                                              | R Stage (Cruefest Stage)                                                            | L Stage                                                                                    | R Stage                                              |
| ---------------------------------------------------- | ----------------------------------------------------------------------------------- | ------------------------------------------------------------------------------------------ | ---------------------------------------------------- |
| Heaven & Hell Queensrÿche Edguy Epica Voivod Extrema | Mötley Crüe Tesla Lita Ford Marty Friedman Backyard Babies Lauren Harris The Rocker | Dream Theater Blind Guardian Tarja Turunen Saxon (annullato) Cynic The Black Dahlia Murder | Slipknot Carcass Down Mastodon Napalm Death Static-X |

### Edizione 2010 (Parco della Certosa Reale, Collegno)
Stage 1
| Venerdì 25 giugno                                                                                       | Sabato 26 giugno                                                    | Domenica 27 giugno                                                                                      |
| --- | ------------------------------------------------------------------- | --- |
| Killswitch Engage Fear Factory DevilDriver As I Lay Dying Atreyu Job for a Cowboy Unearth 36 Crazyfists | Lordi Amon Amarth Raven Exodus Behemoth Orphaned Land Sadist Ex Deo | Motörhead Bullet for My Valentine Cannibal Corpse U.D.O. Saxon Devin Townsend Project Labyrinth Sabaton |

Stage 2
| Venerdì 25 giugno              | Sabato 26 giugno          | Domenica 27 giugno      |
| ------------------------------ | ------------------------- | ----------------------- |
| Amphitrium Dragonia Death Army | Nashwuah Subhuman Kaledon | Soulfly Van Canto Anvil |

### Edizione 2011 (Arena Fiera, Rho)
| Mercoledì 22 giugno |
| --- |
| Judas Priest Whitesnake Europe Mr. Big Cradle of Filth Epica Duff McKagan's Loaded Cavalera Conspiracy Baptized in Blood |

### Edizione 2012 (Arena Fiera, Rho)
| Giovedì 21 giugno                                                                                            | Venerdì 22 giugno | Sabato 23 giugno | Domenica 24 giugno |
| --- | --- | --- | --- |
| Manowar Children of Bodom Amon Amarth Unisonic Cannibal Corpse HolyHell Adrenaline Mob Arthemis Clairvoyants | Guns N' Roses Within Temptation Sebastian Bach Killswitch Engage Black Stone Cherry Rival Sons Soulfly Ugly Kid Joe AxeWound Cancer Bats | Mötley Crüe Slash feat. Myles Kennedy and The Conspirators The Darkness Gotthard Hardcore Superstar Black Veil Brides Lizzy Borden PlanetHard | Ozzy & Friends Opeth Black Label Society Lamb of God Trivium DevilDriver August Burns Red Kobra and the Lotus I Killed the Prom Queen |

### Edizione 2016 (Autodromo Nazionale di Monza, Monza)
| Giovedì 2 giugno                                                                                               |
| --- |
| Rammstein Korn Megadeth Sixx:A.M. Gamma Ray Halestorm The Shrine Jeff Angell’s Staticland Planethard Overtures |

### Edizione 2023, Bologna (Arena Parco Nord)
| Domenica 2 luglio                                                                                        |
| --- |
| Pantera (reunion) Kreator Behemoth (annullato) Elegant Weapons Coroner Fleshgod Apocalypse Vektor Sadist |

I Behemoth non hanno potuto suonare a causa dell'annullamento di un volo da Varsavia. Al loro posto i Kreator hanno eseguito un set più lungo.

### Edizione 2023, Milano (Ippodromo SNAI San Siro)
| Sabato 15 luglio                                                      |
| --------------------------------------------------------------------- |
| Iron Maiden Stratovarius (parziale) Epica Blind Channel The Raven Age |

Gli Stratovarius hanno eseguito un set di sole due canzoni a causa di problemi legati ai trasporti.